# 程仁圻
程仁圻，字方浦，贵州長順人，清朝政治人物、同進士出身。

## 生平
康熙六十年（1721年）辛丑科進士，三甲五十一名，選庶吉士，散館改吏部員外郎，官至廣東布政使。